# Hình Đạo Vinh
Hình Đạo Vinh (chữ Hán:邢道榮, bính âm: Xing Daorong) là một nhân vật hư cấu trong tiểu thuyết lịch sử Tam quốc diễn nghĩa của nhà văn La Quán Trung. Trong tiểu thuyết, Hình Đạo Vinh xuất hiện tại hồi thứ 52 của tiểu thuyết và được giới thiệu là bộ tướng của Lưu Hiền, con trai của Lưu Độ, thái thú Linh Lăng. Hình Đạo Vinh tham gia cuộc chiến của quận Linh Lăng chống lại sự xâm chiếm của tập đoàn Lưu Bị nhưng thất bại và bị Triệu Vân giết chết.

## Câu chuyện
Thái thú Linh Lăng là Lưu Độ, nghe tin quân mã của Lưu Bị đến xâm chiếm, bàn với con là Lưu Hiền. Lưu Hiền giới thiệu "ta cũng có thượng tướng Hình Đạo Vinh sức địch muôn người, có thể chống cự nổi với Triệu Vân, Trương Phi".

### Tham chiến
Lưu Độ sai Hình Đạo Vinh dẫn hơn vạn quân ra cách thành ba mươi dặm, lập một cái trại dựa vào sườn núi ven sông. Khi quân Thục đến, Hình Đạo Vinh mang quân ra đối địch. Hai bên dàn trận, Hình Đạo Vinh tay xách một cái búa khai sơn, quát to lên rằng: "Quân nghịch tặc kia! Sao dám xâm phạm vào bờ cõi ta?". Khổng Minh xuất hiện và nói rằng: "Tào Tháo mang trăm vạn quân, bị ta dùng một mẹo nhỏ giết cho không còn mảnh giáp rút về, bọn ngươi địch với ta sao nổi? Nay ta đến chiêu an, sao không hàng đi cho mau?". Hình Đạo Vinh cười, nói lý lẽ rằng: "Trận đánh ở Xích Bích là mưu của Chu Du, can gì đến ngươi mà ngươi dám đến đây khoác lác?"
Nói xong Hình Đạo Vinh vác búa xông vào đánh. Khổng Minh quay xe chạy vào trong trận, cửa trận khép lại. Hình Đạo Vinh vác búa thúc ngựa xông vào, thế trận bên này bỗng chia thành hai ngả mà chạy. Hình Đạo Vinh trông thấy phía giữa có một đám cờ vàng, đoán chắc Khổng Minh ở đó, nên cứ nhằm chỗ ấy mà đuổi, qua một trái núi, đám cờ vàng đứng dừng lại. Rồi cửa trận mở ra, xe bốn bánh biến mất, chỉ thấy một tướng cầm mâu tế ngựa là Trương Phi xốc lại đâm Hình Đạo Vinh. Hình Đạo Vinh khoa búa đón đánh, được vài hiệp, địch không nổi, liền quay ngựa chạy. Trương Phi đuổi theo, quân phục hai bên đổ ra. Hình Đạo Vinh cố gắng chạy thì gặp Triệu Vân. Hình Đạo Vinh biết chẳng địch nổi, lại không còn đường chạy, phải xuống ngựa xin đầu hàng.

### Phản gián kế
Triệu Vân trói giải về nạp Lưu Bị và Khổng Minh. Huyền Đức sai chém, Khổng Minh vội ngăn lại, rồi bảo Hình Đạo Vinh nếu bắt được Lưu Hiền thì cho hàng. Hình Đạo Vinh xin đi và hiến kế: "Nếu quân sư tha cho tôi về, tôi sẽ dùng lời lẽ khéo léo lừa nó. Đêm nay, quân sư đến cướp trại, tôi làm nội ứng, bắt sống Lưu Hiền, đem về nộp quân sư. Lưu Hiền đã bị bắt, thì Lưu Độ tự nhiên phải hàng thôi!"
Khổng Minh nói: "Hình tướng quân không sai lời đâu". Sau đó tha cho Đạo Vinh về. Về đến trại, Hình Đạo Vinh kể đầu đuôi câu chuyện cho Lưu Hiền nghe và hiến kế rằng "Nên nhân kế ấy mà dùng kế ta. Đêm nay, cho quân phục hết ở ngoài trại, trong trại giả vờ cắm cờ quạt, đợi Khổng Minh đến cướp trại, thì đổ ra bắt sống lấy". Lưu Hiền nghe theo.

### Trúng kế và tử trận
Đêm hôm ấy, quân Lưu Bị đến, Lưu Hiền, Hình Đạo Vinh đổ ra đánh thì quân đốt lửa của Lưu Bi rút chạy cả. Hai người thừa thế đuổi theo đến hơn chục dặm, quân đốt lửa biến mất. Hai người vội vàng quay về trại, thì thấy ánh lửa chưa tắt, trong trại một tướng kéo quân xông ra là Trương Phi. Lưu Hiền gọi Hình Đạo Vinh đến cướp trại Khổng Minh. Hai bên bèn quay trở lại nhưng đi chưa được chục dặm, bất ngờ gặp Triệu Vân chặng đường đánh ra, phóng giáo đâm ngay Hình Đạo Vinh chết lăn xuống ngựa. Lưu Hiền thì bị bắt và đổi tội là Đạo Vinh xui chứ không phải chủ ý.